# 新城新蔵
新城 新蔵（しんじょう しんぞう、1873年（明治6年）8月20日 - 1938年（昭和13年）8月1日）は、日本の天文学者・中国学者、理学博士、京都帝国大学第8代総長・名誉教授。専門は宇宙物理学および中国古代暦術。戦前の中国天文学研究の権威であった。

## 生涯
福島県会津若松の造り酒屋に六男として生まれる。若松中学校（現福島県立安積高等学校）、第二高等中学校を経て帝国大学理科大学物理学科を1895年に卒業。大学院に進学し、1897年陸軍砲工学校教授に就任。
1900年京都帝国大学理工科助教授となる。その後ドイツのゲッティンゲン大学に留学し天文学を学び、帰国後に教授となる。留学中の1906年（明治39年）9月、万国測地学協会総会中央局から案内を受け、ハンガリー国ブダペストにて開催された第15回万国測地学協会総会に陪席。1918年、京大に宇宙物理学教室を設立、理学部長を経て1929年京大総長。
1935年、東方文化事業により上海に設立された上海自然科学研究所第2代所長に就任する。しかし1937年に日中戦争が始まると貴重文化財の保護のため東奔西走を重ね、1938年、その過労のために視察先の南京で急死した。

## 業績・人物
もともとは力学や地磁気を研究する物理学者であったが、ドイツ留学後、宇宙進化論を中心とする宇宙物理学への関心を深めた。また赴任先の京帝大では京大支那学を領導した狩野直喜・内藤虎次郎と親交が深かったこともあって中国古典に親しみ、それをきっかけに中国天文学史、および中国古代史の年代学（天文考古学）の研究に向かい、浩瀚な『東洋天文学史研究』（序文は内藤が執筆）を著すに至った。また徹底的な科学的合理主義者でもあり、著書『迷信』では暦に現れた迷信の打破を訴えた。
京大の中国科学史研究の先駆的存在であり、その研究は戦後の藪内清や山田慶児らに引き継がれる。
新城の弟子で娘婿に、保守派のイデオローグとしても活躍した天文学者の荒木俊馬がいる。著名な弟子としてはほかに上田穣がいる。
会津出身者として、松平保男の会津会に参加している。

## 上海自然科学研究所と新城
新城は上海自然科学研究所の第2代所長として、対日感情悪化のもとで次第に困難になっていた日中共同の研究活動を維持すべく尽力した。日中研究者の交流会や市民向け講演会を開催したり、日本人の研究所員のために中国語講習会を開く一方、中国人職員に対して彼自身が日本語を教えることもあったという。こうした彼の努力により所内ではリベラルな雰囲気が保たれ、柘植秀臣・小宮義孝など左翼活動の前歴で日本国内での就職が難しくなっていた研究者が上海自然科学研究所に嘱託として採用されることもあった。
新城の死後も、熱意ある所員たちに文化財の保護事業は引き継がれ、1941年に重慶の国民政府に整理報告・目録とともに引き渡された。しかし、佐藤秀三が第3代所長になってからはそのような熱意が失われ、研究所は戦時体制に組み込まれていった。

## 著書
- 『宇宙進化論』（丸善、1916年）
- 『天文大観』（岩波書店、1919年）
- 『迷信』（興学会出版部、1925年。1939年に恒星社から新版発行）
- 『最近宇宙進化論十講』（龍谷大学出版部、1925年）
- 『天文学概観』（興学会出版部、1926年）
- 『宇宙大観』（岩波書店、1927年）
- 『東洋天文学史研究』（弘文堂、1928年）
- 『こよみと天文』（弘文堂、1928年）
- 『戦国秦漢の暦法』（東洋天文学史研究別冊、1928年）
- 『物理及ビ化学・宇宙物理学』（岩波書店・岩波講座）